# 해협 식민지
해협 식민지(영어: Straits Settlements)는 동남아시아의 말레이 반도 및 부속도서에 위치하던 대영제국의 옛 식민지이다. 1826년 동남아시아 지역에 있던 영국의 4개 식민지, 페낭, 싱가포르, 말라카, 딘딩을 합하여 구성했으며 1886년에는 크리스마스섬과 코코스 제도도 포함하게 되었다.

## 역사
1826년에 말레이 지역의 4개 식민지를 합하여 공식적으로 성립한 뒤 영국 동인도 회사가 관리하기 시작했고 1858년 인도 제국의 관할 하에 들어갔다가 1867년 4월부터는 왕령식민지로서 영국의 직할 하에 두어지게 되었다. 제2차 세계 대전 중에는 일본 제국의 침공을 받아 1942년부터 1945년까지 일본의 점령 하에 놓여 있었다. 전후 1946년 싱가포르를 시작으로 각 지역이 별도의 식민지로 분리되거나 말라야 연합에 흡수되면서 해협식민지는 해체되었다.

## 정착지들

### 페낭
페낭(Penang)은 해협 지역의 첫 영국 식민지로서 1786년에 점령된 페낭섬에서 시작하여 이후 1800년대초부터 가까운 본토 지역(세베랑 페라이)까지 영토를 확장하기 시작하였다. 본토 지역(세베랑 페라이)은 당시 웰즐리 주(Province Wellesley)로 명명되었고 크다의 술탄에게서 지배권을 할양받았다.

### 싱가포르
1819년부터 싱가포르가 스탬퍼드 래플스 등의 주도로 무역에 있어서 영국의 주요한 거점지역으로 변하기 시작하며 빠르게 개발이 이루어졌다.

### 말라카
페낭, 싱가포르 등의 점령 이후 영국이 말레이 지역에서 큰 영향력을 확보하게 되었고, 이에 네덜란드는 1924년 런던 협약을 맺어 동인도 일부 지역을 할양받는 대가로 싱가포르와 말라카 지역의 지배권을 완전히 넘겨주게 되었다.

### 딘딩
1874년에는 협약을 통해 페락의 술탄이 딘딩(Dinding) 지역을 영국에게 할양하였다. 다만 딘딩 지역은 얻을 수 있는 자원이 부족한 것으로 밝혀지고 다른 정착지들에 비해 적극적인 개발이 이루어지지 않았다.

## 같이 보기
- 말레이시아의 역사
- 싱가포르
- 영국 동인도 회사